# Campaneta gran
La campaneta gran (Campanula speciosa) és una espècie de planta amb flors del gènere Campanula dins la família de les campanulàcies (Campanulaceae).
Addicionalment pot rebre els noms de campanes, campaneta, campànula gran i repunxó.

## Morfologia
És una planta herbàcia perenne amb fulles estretes, lanceolato-linears d'entre 12 i 25 cm de llarg, una mica dentades i agrupades a la base de la tija en una roseta basal. La tija es renova cada any i pot atènyer entre 50 i 60 cm d'altura, amb fulles i flors blaves o violàcies a les axil·les de les fulles. La planta es caracteritza per ser híspida, amb pèls drets i poc o molt punxents presents a diferents parts, com ara les fulles, els peduncles de les flors o el calze. La corol·la és formada per cinc pètals soldats, i el calze per cinc sèpals. Les flors s'agrupen en una inflorescència paniculoide subcorimbiforme.

## Taxonomia
Aquesta espècie va ser publicada per primer cop l'any 1788 a la publicació Histoire et mémoires de l'Académie royale des sciences, inscriptions et belles lettres de Toulouse pel botànic francès Pierre André Pourret (1754-1818).

### Subespècies
Dins d'aquesta espècie es reconeixen les dues subespècies següents :
- Campanula speciosa subsp. affinis (Schult.) Font Quer
- Campanula speciosa subsp. speciosa

La subespècie speciosa es caracteritza per la seva corol·la campanulada cilíndrica i l'estil inclús, sense sobersortir fora de la corol·la. Es troba als Pirineus, el Sistema Mediterrani Català, els Ports de Morella i algunes zones d'Occitània. La subespècie affinis es caracteritza per una corol·la campanulada cònica amb l'estil exsert, l'estigma sobresurt clarament de la corol·la. És endèmica del Sistema Mediterrani Català.

### Sinònims
Els següents noms científics són sinònims homotípics de Campanula speciosa:
- Sinònims homotípics

- Campanula longifolia Lapeyr.
- Campanula longifolia var. pyramidalis Lapeyr.
- Campanula longifolia var. speciosa (Pourr.) Steud.
- Marianthemum longifolium Schrank